# Nerviano
Nerviano település Olaszországban, Lombardia régióban, Milánó megyében. Lakosainak száma 16 864 fő (2023. január 1.). Nerviano Cerro Maggiore, Origgio, Pogliano Milanese, Arluno, Lainate és Parabiago községekkel határos.

## Népesség
A település lakossága az elmúlt években az alábbi módon változott:
| Lakosok száma | 17 398 | 17 270 | 17 176 | 16 864 |
|               | 2013   | 2017   | 2018   | 2023   |